# بهارستان (اصفهان)

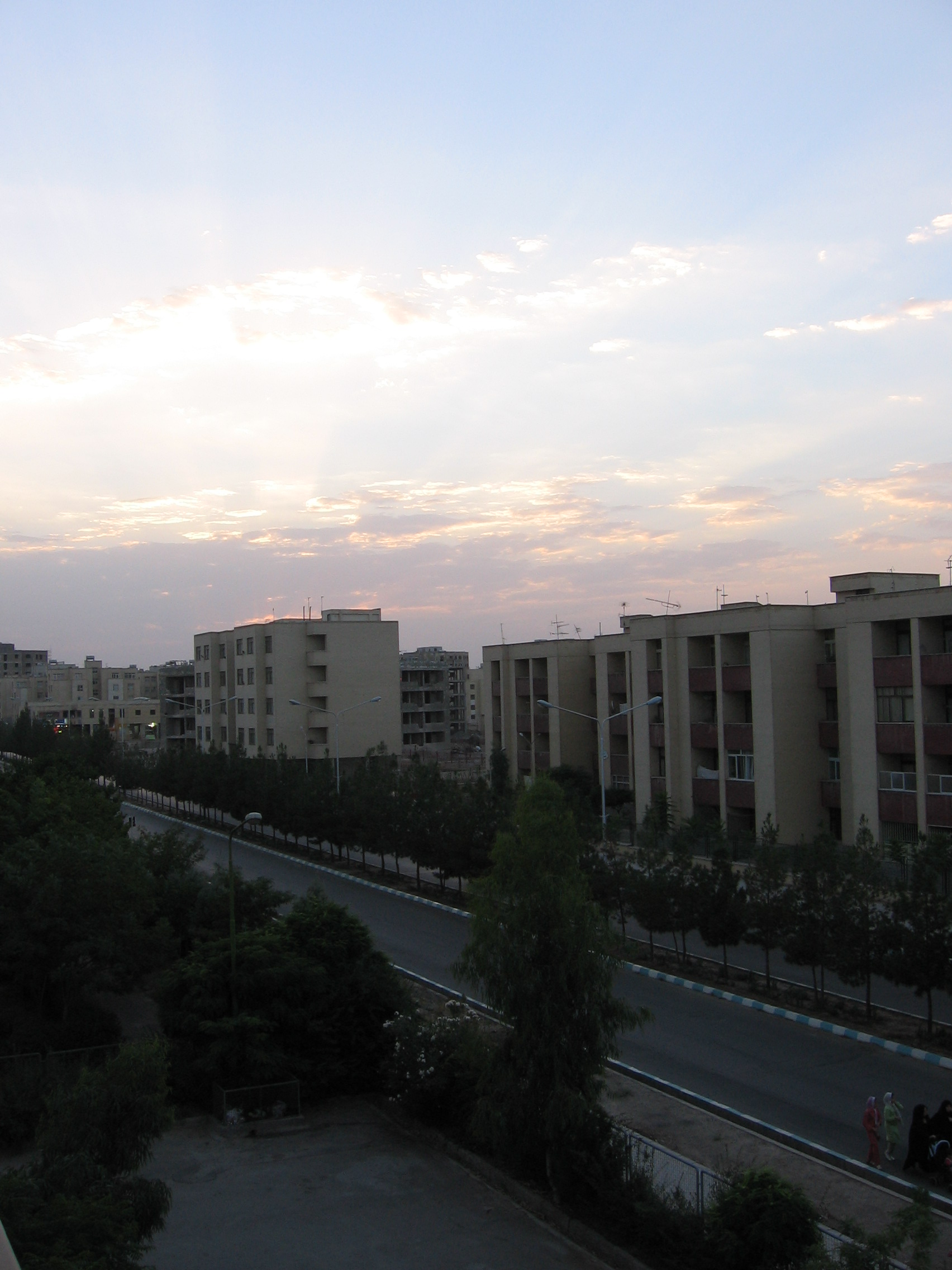
نمایی از شهر بهارستان

شهر نو بهارستان یکی از شهرهای برنامه‌ریزی‌شده اقماری است که در ۲۰ کیلومتری جنوب شرقی شهر اصفهان، در مسیر جادهٔ اصفهان-شیراز و در دامنهٔ شمالی رشته‌کوه کم‌ارتفاعی به نام لاشْتَر قرار گرفته‌است.
این شهر در برنامه‌ریزی‌های مربوط به اسکان و شهرسازی استان اصفهان برای جذب سرریز جمعیت شهر اصفهان در نظر گرفته شده‌است. طبق پیش‌بینی‌ها این شهر در سال ۲۰۱۶ میلادی (تقریباً ۱۳۹۴ خورشیدی) با وسعت ۳٬۰۰۰ هکتار، در حدود ۳۲۰ هزار نفر جمعیت خواهد داشت. این شهر به‌طور متوسط حدود ۱٬۵۳۷ متر از سطح دریا بالاتر است.

## تاریخچه
طرح اصلی شهر نو بهارستان در سال ۱۳۷۲ خورشیدی به تأیید رسید و ساخت آن در سال ۱۳۷۶ آغاز شد. در سال ۱۳۸۴ این شهر دارای شهرداری شده و جمعیت آن حدود ۶۰ هزار نفر تخمین زده شد. اجرای طرح ورودی اصلی این شهر در سال ۱۳۸۵ توسط شرکت عمران شهر جدید بهارستان و شهرداری بهارستان شروع شد.

## ویژگی‌های شهری

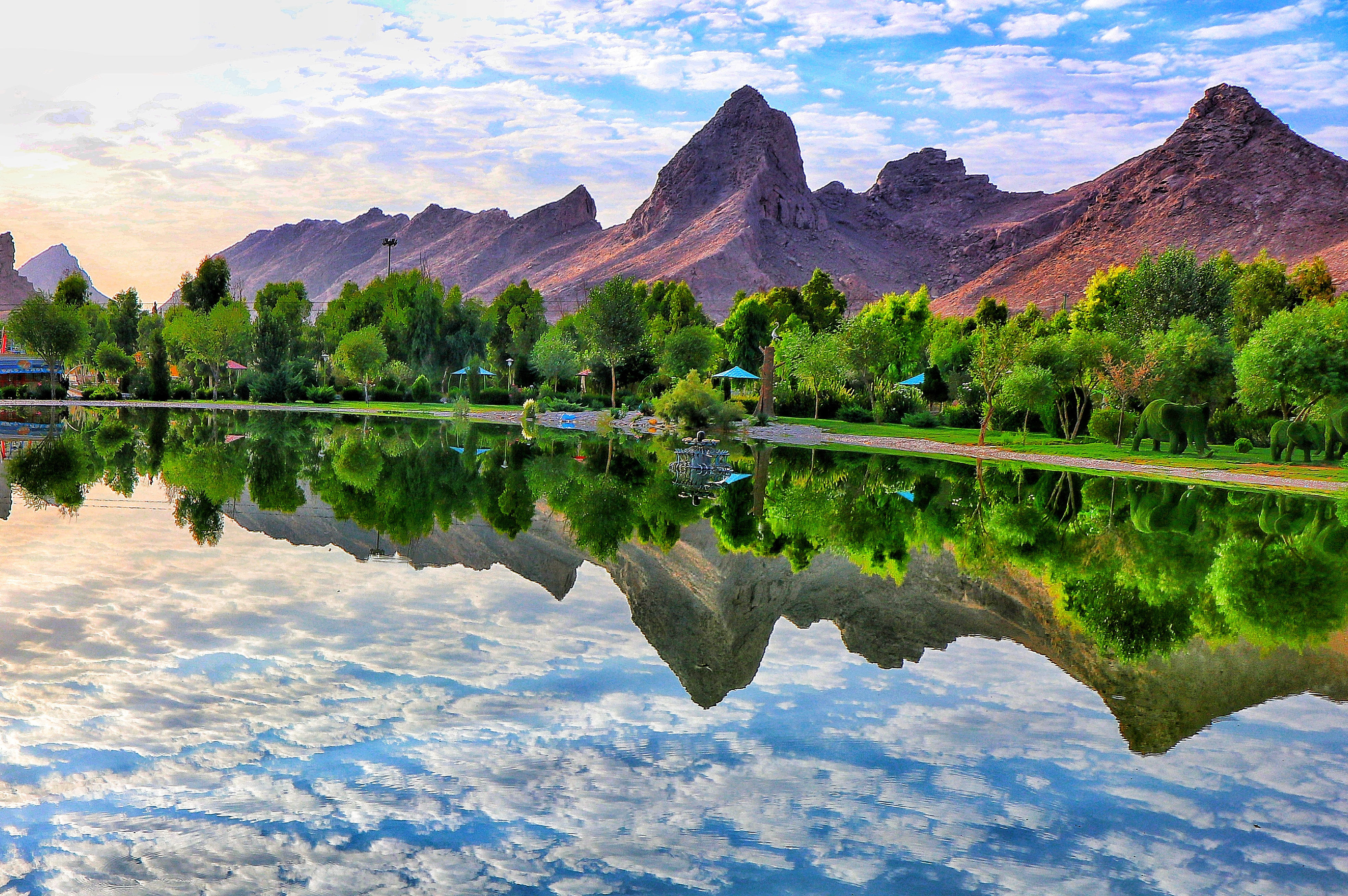
دریاچۀ زیتون

### فازهای شهر
این شهر در حال حاضر از سه فاز تشکیل شده‌است که فاز یک و دو آن کامل شده و فاز سه در حال ساخت هست. از خیابان‌های اصلی این شهر می‌توان به خیابان‌های الفت، آزادی و ولیعصر، فروردین، اردیبهشت و ایثار اشاره نمود.

### امکانات آموزشی
این شهر دارای چند کتابخانه، سه دانشگاه و چند مدرسه در مقاطع دبستان، راهنمایی و دبیرستان است.
- دبستان‌های بهارستان: مدرسهٔ میلادنور، کوشا، ولیعصر، حضرت رقیه، حسنی، پیروز و ... .
- راهنمایی‌های بهارستان: مدرسهٔ کاشانی، سرو، کوشا، سمیه، طریقت، پرتو نور و معرفت.
- دبیرستان‌های بهارستان: صداقت، الدوز، ماضی ۱، ماضی ۲، فرهنگ، آفتاب، تمدن و ... .
- دانشگاه‌های بهارستان: دانشگاه شیخ بهایی، نقش جهان و پیام نور

### امکانات تفریحی
یک بوستان در دامنۀ کوه و یک دریاچهٔ مصنوعی بنام دریاچۀ زیتون در این شهر وجود دارد.

### امکانات مذهبی
این شهر دارای ۲۴ هیئت مذهبی است و در عوض، امکانات و خدمات تفریحی و فرهنگی غیر دینی در آن بسیار کم و محدود بوده و به آن پرداخته نشده‌است. کمبود امکانات فرهنگی و آموزشی، موجب ایجاد معضلات فرهنگی و شهرنشینی خواهد شد.

### شورای شهر
اعضای شورای اسلامی این شهر ۵ نفر هستند و در انتخابات دورۀ ۳ تعداد ۷۵ نفر مورد تأیید هیئت اجرایی قرار گرفتند.

### مترو
متروی این شهر از سال ۱۳۹۰ آغاز شده که از راه‌آهن اصفهان واقع در صفه شروع شده و به موازات جادۀ اصفهان-شیراز به طول حدود ۱۴ کیلومتر به بهارستان منتهی خواهد شد پیش‌بینی می‌شود این مترو در سال ۱۴۰۰ به بهره‌برداری برسد.

## معضلات شهر
- نبود بیمارستان و زایشگاه با توجه به جمعیت زیاد این شهر
- تنها یک دبیرستان دخترانه ۷۰۰ نفره دارد که با توجه به جمعیت ۸۰ هزار نفری شهر بسیار کم است.[۲]
- نداشتن سینما و تئاتر